# Pelagiana
Pelagiana is een geslacht van neteldieren uit de  familie van de Pandeidae.

## Soort
- Pelagiana trichodesmiae Borstad & Brinckmann-Voss, 1979